# Parafia św. Bartłomieja Apostoła w Burgrabicach
Parafia Świętego Bartłomieja Apostoła w Burgrabicach – parafia rzymskokatolicka, znajdująca się w diecezji opolskiej, w dekanacie Głuchołazy.